# Vegavis
Vegavis é um género de ave extinta que viveu durante o Cretáceo Superior (idade do Maastrichtiano) da Antártida, há 66-68 milhões de anos. Pertenceu ao clado dos Anseriformes. Entre as aves modernas, o vegavis é um parente próximo dos patos e dos gansos, embora não seja considerado um ancestral direto deles.